# Маккормак, Джон
Джон Макко́рмак (англ. John McCormack; 9 января 1935, Глазго, Великобритания — 23 мая 2014, Пейсли, Шотландия) — шотландский боксёр средней весовой категории. В середине 1950-х годов выступал за сборные Великобритании и Шотландии: бронзовый призёр летних Олимпийских игр в Мельбурне, победитель многих международных турниров и национальных первенств. В период 1957—1966 боксировал на профессиональном уровне, владел титулом чемпиона Европы по версии ЕБС.

## Биография
Активно заниматься боксом начал в возрасте пятнадцати лет, проходил подготовку в местном боксёрском клубе под названием «Локо». В 1956 году стал чемпионом Шотландии среди любителей, выиграл первенство Английской боксёрской ассоциации и благодаря череде удачных выступлений удостоился права защищать честь страны на летних Олимпийских играх в Мельбурне. На Олимпиаде в среднем весе сумел дойти до стадии полуфиналов, после чего по очкам проиграл американцу Хосе Торресу.
Завоевав бронзовую олимпийскую медаль, решил попробовать себя среди профессионалов и покинул сборную. Его профессиональный дебют состоялся в феврале 1957 года, своего первого соперника Дадли Кокса он победил по очкам в шести раундах. В течение последующих месяцев провёл несколько удачных матчей, но уже в девятом бою неожиданно потерпел поражение нокаутом от малоизвестного англичанина Джимми Линаса.
Несмотря на проигрыш, продолжил выходить на ринг и в 1958 году завоевал титул чемпиона Шотландии в средней весовой категории. Через год сразился с англичанином Терри Даунсом и отобрал у него титулы чемпиона Великобритании и стран Содружества. Тем не менее, после состоявшегося следом матча-реванша чемпионские звания вновь вернулись к Даунсу.
В октябре 1961 года выиграл вакантный титул чемпиона Европы по версии Европейского боксёрского союза (ЕБС), один раз защитил его, но во время второй защиты уступил датчанину Кристиану Кристенсену. Впоследствии оставался действующим боксёром ещё в течение пяти лет, ещё раз боролся за титул чемпиона Великобритании, но неудачно — проиграл нокаутом в восьмом раунде англичанину Джорджу Олдриджу. В последние годы боксировал во втором среднем и полутяжёлом весах, но без каких-либо выдающихся достижений. Завершил карьеру в середине 1966 года после поражения единогласным решением судей от ирландца-однофамильца Янга Маккормака. Всего в профессиональном боксе провёл 45 боёв, из них 38 окончил победой (в том числе 18 досрочно), 7 раз проиграл.